# 樂裔
樂裔（？—？），子姓，樂氏，中国春秋时期宋国司寇，乐父衎的后裔。
前576年（鲁成公十五年、宋共公十三年），宋国内乱，司马荡泽被杀，左师鱼石、大司寇向为人、小司寇鳞朱、太宰向带、少宰鱼府逃亡到楚国。右师华元派向戌做左师、老佐做司马、乐裔做司寇，来安定国内的人。